# Heteropoda pingtungensis
Heteropoda pingtungensis är en spindelart som beskrevs av Zhu och I-Min Tso 2006. Heteropoda pingtungensis ingår i släktet Heteropoda och familjen jättekrabbspindlar.
Artens utbredningsområde är Taiwan. Inga underarter finns listade i Catalogue of Life.